# Từ Chính Khê
 Từ Chính Khê (tên tiếng Trung: 徐正溪; bính âm: xú zhèng xī, tên tiếng Anh: Jeremy Xu, sinh ngày 5 tháng 5 năm 1985), tên khai sinh là Từ Chính, từng lấy nghệ danh là Từ Chính Hy, là nam diễn viên Trung Quốc đại lục. Năm 2005, chính thức gia nhập ngành giải trí thông qua cuộc thi siêu mẫu nam người Hoa Quốc tế MEN'S UNO.

## Tiểu sử
Năm 17-18 tuổi, Từ Chính Khê được bạn bè giới thiệu, bắt đầu làm người mẫu, quay chụp quảng cáo. Năm 2005, giành được giải quán quân chương trình Siêu mẫu nam người Trung Quốc toàn cầu. Năm 2008, gia nhập công ty giải trí văn hóa Hoàn Vũ ở Hongkong. Năm 2016, phòng làm việc của Từ Chính Khê gia nhập công ty Hoa Sách ảnh thị. Anh được chú ý với vai nam chính Quý Như Phong trong bộ phim tình cảm hiện đại Đánh Thức Tình Yêu năm 2011, sau đó đánh dấu sự nghiệp với vai phản diện Vũ Văn Hộ trong bộ phim cổ trang Độc Cô Thiên Hạ và Phan Tiễn Trì trong bộ phim truyền hình thời dân quốc Nhân sinh nếu như lần đầu gặp gỡ.

## Danh sách phim

### Phim điện ảnh
| Phát hành  | Tên tiếng Việt           | Tên tiếng Anh    | Tên tiếng Trung | Vai diễn     | Ghi chú |
| ---------- | ------------------------ | ---------------- | --------------- | ------------ | ------- |
| 2007.08.02 | 19 tầng địa ngục         | Naraka 19        | 第十九层空间    | Cao Huyền    |         |
| 2008.09.04 | Mười phút chung tình     | A Decade of Love | 十分钟情        | Cố tiên sinh |         |
| 2009.02.26 | Câu chuyện tình yêu      | Love Story       | 爱情故事        | A Hi         |         |
| 2009.11.05 | Quan nhân thất sự        | Seven 2 One      | 关人7事         | Chính Hi     |         |
| 2010.10.14 | Đồng nhãn                | The Child's Eye  | 童眼            | A Hi         | [ 4 ]   |
| 2011.04.29 | Thám tử B+               | The Detective 2  | B+侦探          | Lăng Gia Huy | [ 5 ]   |
| 2012.03.08 | Nâng cao tình yêu        | Love Lifting     | 高举爱          | Kiện Tử      | [ 6 ]   |
| 2012.12.07 | Chồng tôi không đáng tin | My Sassy Hubby   | 我老公不靠谱    | Lâm Thư Hạo  | [ 7 ]   |
| 2014.07.06 | Thanh xuân đấu           | Kung Fu Angels   | 青春斗          | Văn An       | [ 8 ]   |
| 2015.07.31 | Kỳ nghỉ ở Paris          | Paris Holiday    | 巴黎假期        | Từ Huy       | [ 9 ]   |
| 2016.07.01 | Thợ săn tiền thưởng      | Bounty Hunters   | 赏金猎人        | Tommy        | [ 10 ]  |

### Phim truyền hình
| Phát hành  | Tên tiếng Việt                   | Tên tiếng Anh                     | Tên tiếng Trung         | Vai diễn                     | Mạng                                      | Ghi chú                 |
| ---------- | -------------------------------- | --------------------------------- | ----------------------- | ---------------------------- | ----------------------------------------- | ----------------------- |
| 2007       | Sức sống mới của tình yêu        | Love Multiplication               | 爱情新呼吸              |                              | CTS                                       |                         |
| 2009.12.16 | Bản sắc nam nhi                  | Invisible Target                  | 男兒本色                | Thi Hiếu Nhân                | Chiết Giang TV                            | [ 11 ]                  |
| 2011.01.22 | Ba thiên kim nhà họ Hạ           | My Daughter                       | 夏家三千金              | Nghiêm Lập Hằng              | An Huy TV                                 | [ 12 ]                  |
| 2011.08.06 | Cao thủ như lâm                  | Unbeatable 2                      | 无懈可击之高手如林      | Trương Đại Vũ                | An Huy TV                                 | [ 13 ]                  |
| 2011.09.13 | Đánh thức tình yêu               | Waking Love Up                    | 爱情睡醒了              | Quý Như Phong                | An Huy TV                                 | [ 14 ]                  |
| 2013.04.03 | Họa bì: Yêu bất hối              | Painted Skin                      | 画皮之真爱无悔          | Tiêu Dương                   | Thâm Quyến TV                             | [ 15 ]                  |
| 2013.08.26 | Theo đuổi đến cùng               | The Spies                         | 穷追不舍                | Ngô Nhân Phủ                 | Ninh Hạ TV                                | [ 16 ]                  |
| 2013.11.14 | Tình yêu lóe sáng                | Pearl                             | 爱闪亮                  | Cao Nhiên                    | Giang Tô TV                               | [ 17 ]                  |
| 2014.05.18 | Cố lên tình yêu                  | Brave Lover                       | 加油爱人                | Trình Hân                    | Hồ Nam TV                                 | [ 18 ]                  |
| 2014.08.20 | Vệ Tử Phu                        | The Virtuous Queen of Han         | 卫子夫                  | Đoạn Hồng                    | An Huy TV, Đông Phương TV, Chiết Giang TV | [ 19 ]                  |
| 2016.06.17 | Tứ thiên kim                     | Four Ladies                       | 四千金 / 翩翩冷少俏佳人 | Tống Văn Hi                  | Nam Thông Channel                         | [ 20 ]                  |
| 2016.07.08 | Vọng phu thành long              | Hope Husband Success              | 望夫成龙                | Trương Mạnh Kỳ               | Youku, Tencent                            | [ 21 ]                  |
| 2016.09.14 | Lão công đáng yêu của tôi        | My Adorable Husband               | 我的蠢萌老公            | La Dịch                      | iQiyi                                     | [ 22 ]                  |
| 2016.12.05 | Phi đao hựu kiến phi đao         | The Legend of Flying Daggers      | 飞刀又见飞刀            | Lý Man Thanh                 | Hồ Bắc TV, Quảng Đông TV                  | Khách mời               |
| 2017.05.22 | Hạnh phúc của thiên sứ           | Angelo                            | 天使的幸福              | Giang Phụng Ân               | Mango TV                                  | [ 24 ]                  |
| 2018.02.21 | Độc Cô thiên hạ                  | The Legend of Dugu                | 独孤天下                | Vũ Văn Hộ                    | Tencent                                   |                         |
| 2018.03.02 | Nhân sinh nếu như lần đầu gặp gỡ | Siege in Fog                      | 人生若如初相见          | Phan Tiễn Trì                | Tencent                                   |                         |
| 2018.05.21 | Huyền Môn đại sư                 | The Taoism Grandmaster            | 玄门大师                |                              | iQiyi                                     | Khách mời               |
| 2018.09.10 | Thiệt hại                        | Gossip High                       | 舌害                    | Kim Thành Gia Huy            | iQiyi                                     | [ 26 ]                  |
| 2018.12.06 | Thần bảo hộ: Điều tra bảo hiểm   | The Protector                     | 守护神之保险调查        | A Khẳng                      | iQiyi                                     | Khách mời               |
| 2019.05.28 | Phượng dịch                      | Legend of the Phoenix             | 凤弈                    | Ngụy Quảng                   | Tencent                                   | [ 27 ]                  |
| 2019.07.19 | Trả lại thế giới cho em          | Return the World to You           | 归还世界给你            | Tần Dã                       | Giang Tô TV                               | [ 28 ]                  |
| 2019.09.19 | 10 năm 3 tháng 30 ngày           | Ten Years Late                    | 十年三月三十日          | Triệu Thừa Chí               | iQiyi, Tencent                            | Vai phụ                 |
| 2020.01.06 | Giữa chốn bồng lai               | Fairyland Lovers                  | 蓬莱间                  | Thẩm Túy                     | Tencent                                   | Khách mời               |
| 2020.03.20 | Cửu châu Thiên không thành 2     | Novoland: The Castle in the Sky 2 | 九州天空城2             | Tuyết Cảnh Không/Phương Vô Ý | Tencent                                   | Vai chính               |
| 2020.06.15 | Dấu vết                          | Trace                             | 痕迹                    | Liêu Nham                    | Tencent                                   | Vai chính               |
| 2021.01.05 | Nhiên tình đại địa               | Loving the Earth                  | 燃情大地                | Doãn Thiện                   |                                           | Vai chính Quay từ 2015  |
| 2022.02.05 | Yên Ngữ Phú                      | The Ballad Autumn                 | 嫣语赋                  | Lương Dực                    | WeTV                                      | Vai chính               |
| 2022.03.16 | Công chúa của Ảnh đế             | Be My Princess                    | 影帝的公主              | Mục Đình Châu/Mục Vân        | iQiyi, MangoTV                            | Vai chính               |
| 2023.03.15 | Chuyện kể Hoa Lưu Ly             | Royal Rumors                      | 花琉璃轶闻              | Cơ Nguyên Tố                 | Tencent                                   | Vai chính               |
| TBA        | Cẩm y dạ hành                    | Braveness Of The Ming             | 锦衣夜行                | Tây Môn Tĩnh                 | Youku, Tencent                            | Vai chính Quay năm 2015 |
|            | Liệt Diễm ( Vũ Canh Kỷ)          |                                   |                         | Hắc Long                     |                                           | Khách Mời               |
|            | Thủy Long Ngâm                   | Honkai: Star Rail                 | 水龙吟                  | Quỷ Mẫu Đơn                  |                                           |                         |

## Giải thưởng và đề cử
| Năm  | Giải thưởng | Giải                             | Tác phẩm đề cử                                                       | Kết quả   | Tham chiếu |
| ---- | --- | -------------------------------- | -------------------------------------------------------------------- | --------- | ---------- |
| 2016 | Mobile Video Festival | Nghệ sĩ phổ biến của năm         | —                                                                    | Đoạt giải | [ 33 ]     |
| 2018 | Tencent Tinh Quang Thịnh Điển 12th Tencent Video Star Awards                                                                      | Nam diễn viên đột phá của năm    | Độc Cô thiên hạ                                                      | Đoạt giải | [ 34 ]     |
| 2018 | Lễ trao giải Diễn viên truyền hình xuất sắc lần thứ 5 5th The Actors of China Award Ceremony                                      | Diễn viên xuất sắc               | Độc Cô thiên hạ                                                      | Đoạt giải | [ 35 ]     |
| 2019 | Gala Xuân CCTV CCTV Spring Gala                                                                                                   | Hình mẫu nghệ sĩ trẻ             | —                                                                    | Đoạt giải | [ 36 ]     |
| 2019 | Lễ trao giải Kim Cốt Đóa cho phim điện ảnh và truyền hình chiếu mạng Golden Bud - The Fourth Network Film And Television Festival | Nam diễn viên xuất sắc nhất      | Phượng dịch, Trả lại thế giới cho em, Mười năm ba tháng ba mươi ngày | Đề cử     | [ 37 ]     |
| 2019 | Bazaar Beauty Awards | Nghệ sĩ mới hấp dẫn nhất của năm | —                                                                    | Đoạt giải | [ 38 ]     |